# Emariannia cucullidea
Emariannia cucullidea là một loài bướm đêm trong họ Noctuidae.